# Linard
Pour les articles homonymes, voir Linard (homonymie).
Linard (Linar en occitan marchois) est une ancienne commune française située dans le département de la Creuse en région Nouvelle-Aquitaine.

## Géographie
Linard est située au sud d'Aigurande, à proximité de la Petite Creuse qui est un affluent de la Creuse.

## Toponymie
Le toponyme évoque la présence de linières, du latin linaria (champ de lin), avec le suffixe occitan -ar, « terre », (champs de lin qui fournissaient des fibres employées dans le textile).

## Histoire
Le 1er janvier 2019, elle fusionne avec Malval pour constituer la commune nouvelle de Linard-Malval dont elle est le chef-lieu.

## Politique et administration
| Période                                  | Période  | Identité       | Étiquette | Qualité  |
| ---------------------------------------- | -------- | -------------- | --------- | -------- |
| janvier 2019                             | En cours | Michel Poirier | SE        | Retraité |
| Les données manquantes sont à compléter. |          |                |           |          |

| Période                                  | Période       | Identité       | Étiquette | Qualité  |
| ---------------------------------------- | ------------- | -------------- | --------- | -------- |
| mars 2001                                | mars 2014     | Marc Dindault  |           |          |
| mars 2014                                | décembre 2018 | Michel Poirier | SE        | Retraité |
| Les données manquantes sont à compléter. |               |                |           |          |

## Démographie
L'évolution du nombre d'habitants est connue à travers les recensements de la population effectués dans la commune depuis 1793. Pour les communes de moins de 10 000 habitants, une enquête de recensement portant sur toute la population est réalisée tous les cinq ans, les populations de référence des années intermédiaires étant quant à elles estimées par interpolation ou extrapolation. Pour la commune, le premier recensement exhaustif entrant dans le cadre du nouveau dispositif a été réalisé en 2004.

En 2016, la commune comptait 166 habitants, en stagnation par rapport à 2010 (Creuse : −3,32 %, France hors Mayotte : +2,11 %).
| 1793 | 1800 | 1806 | 1821 | 1831 | 1836 | 1841 | 1846 | 1851 |
| ---- | ---- | ---- | ---- | ---- | ---- | ---- | ---- | ---- |
| 540  | 488  | 501  | 658  | 679  | 667  | 655  | 674  | 705  |

| 1856 | 1861 | 1866 | 1872 | 1876 | 1881 | 1886 | 1891 | 1896 |
| ---- | ---- | ---- | ---- | ---- | ---- | ---- | ---- | ---- |
| 638  | 600  | 611  | 590  | 601  | 644  | 591  | 621  | 601  |

| 1901 | 1906 | 1911 | 1921 | 1926 | 1931 | 1936 | 1946 | 1954 |
| ---- | ---- | ---- | ---- | ---- | ---- | ---- | ---- | ---- |
| 612  | 585  | 552  | 510  | 491  | 462  | 443  | 428  | 399  |

| 1962 | 1968 | 1975 | 1982 | 1990 | 1999 | 2004 | 2006 | 2009 |
| ---- | ---- | ---- | ---- | ---- | ---- | ---- | ---- | ---- |
| 375  | 311  | 276  | 266  | 226  | 204  | 178  | 166  | 166  |

| 2014 | 2016 | - | - | - | - | - | - | - |
| ---- | ---- | - | - | - | - | - | - | - |
| 167  | 166  | - | - | - | - | - | - | - |

## Culture locale et patrimoine

### Personnalités liées à la commune
- René Ragot, ancien maire, médaillé militaire